# Dodécan-1-ol
Le dodécan-1-ol, aussi couramment appelé simplement dodécanol ou sous les noms triviaux d'alcool dodécylique, 
alcool laurylique ou alcool laurique est un alcool gras. C'est un solide blanc à incolore, insoluble dans l'eau avec une odeur florale.

## Utilisation
Le dodécan-1-ol est utilisé dans des tensioactifs, des huiles lubrifiantes et dans certains médicaments. 
En cosmétique, il est utilisé comme crème hydratante.

## Toxicité
Le dodécan-1-ol est un irritant cutané léger. Il est moitié moins toxique que l'éthanol, mais est particulièrement néfaste aux organismes marins.